# 阿尔克县
阿爾克县（西班牙語：Provincia de Arque），是玻利維亞的县份，位於該國中部，屬於科恰班巴省的一部分，县府設於阿爾克，面積1,077平方公里，2001年人口23,464，人口密度每平方公里21.8人。